# Antoni Salvat Martí
Antoni Salvat Martí (Reus, 22 d'octubre de 1851 - Barcelona, 20 de gener de 1905) va ser un metge militar català.
Fill d'un teixidor reusenc i germà de Josep Salvat Martí, també metge militar, va estudiar medicina a la Universitat de Barcelona i es va llicenciar el 1874. Va fer oposicions per a ingressar al Cos Militar de Sanitat i al guanyar-les va ser destinat al regiment d'infanteria de Sant Ferran de guarnició a Tarragona. El 1876 va ser ascendit a metge de primera, però en el sorteig va ser destinat a Cuba, a l'hospital militar de Matanzas. Va ser destinat a altres hospitals a l'illa, on hi va estar fins al 1885. Abans de tornar a la península, el 1883, es va casar amb Josefa Marquina, d'ascendència cubana. Al tornar, va fixar la residència a Reus, i va dirigir l'hospital militar de Tarragona. El 1895 va ser enviat una altra vegada a Cuba, a l'hospital de Ciego de Ávila, i a altres unitats hospitalàries. Per les seves activitats durant la guerra d'Independència de Cuba va ser guardonat amb la Creu del Mèrit Militar El 1880 havia ascendit a subinspector mèdic, el 1885 era major subinspector i el 1887 metge de primera. El 1898 va ser repatriat i destinat a l'hospital militar de Barcelona. Va morir retirat a Barcelona el 1905.